# Mesochorus magnus
Mesochorus magnus är en stekelart som beskrevs av Dasch 1974. Mesochorus magnus ingår i släktet Mesochorus och familjen brokparasitsteklar. Inga underarter finns listade i Catalogue of Life.